# La Martella
La Martella è una frazione appartenente al comune di Matera, nota per un celebre intervento urbanistico degli anni cinquanta (1952-1954) che coinvolse Adriano Olivetti e una folta schiera di architetti e intellettuali (Federico Gorio, Michele Valori, Ludovico Quaroni, Piero Maria Lugli). Nei pressi di La Martella si trova una delle principali zone industriali della città di Matera.

## Storia e descrizione
Nel 1949, dopo la pubblicazione di Cristo si è fermato ad Eboli di Carlo Levi e dopo l'inizio delle lotte popolari per la terra, Matera è al centro dell'attenzione nazionale ed internazionale, come "capitale simbolo" dell'universo contadino. Per il risanamento dei rioni "Sassi", nell'ambito di una ristrutturazione del territorio agricolo, la missione statunitense ECA progetta la fondazione di un borgo rurale. Adriano Olivetti con l'UNRRA-CASAS e l'INU forma una commissione disciplinare  per lo studio della città e dell'agro di Matera, che si avvale della collaborazione urbanistica di Federico Gorio e Ludovico Quaroni. L'architetto materano Ettore Stella sarà incaricato della redazione del progetto del villaggio UNRRA CASAS per i nullatenenti, destinato ad accogliere i primi sfollati dei "Sassi". Dopo una prima ipotesi dell'architetto Stella interrotta dalla sua morte (1951), si impose un nuovo progetto affidato all'architetto Quaroni insieme a Federico Gorio, Piero Maria Lugli, Luigi Agati e Michele Valori. Il borgo è pertanto opera di grande rilevanza della corrente Neorealista del Razionalismo italiano.

### Chiesa di San Vincenzo de' Paoli
Di grande interesse la Chiesa del borgo, progettata dallo stesso architetto Quaroni con Valori, Gorio, Lugli e Agati, e dedicata a San Vincenzo de' Paoli. Sull'altare si trova un imponente crocifisso di legno dipinto, opera di Giorgio Quaroni; il pavimento in ceramica maiolicata è dei fratelli Pietro ed Andrea Cascella. Il portale bronzeo della chiesa è opera di Floriano Bodini, autore anche di un bassorilievo in bronzo dorato raffigurante Papa Giovanni Paolo II realizzato nel 2005 e donato alla parrocchia del borgo nel 2011, in occasione del ventesimo anniversario della visita di Giovanni Paolo II in Basilicata avvenuta nel 1991.

### Ecopolis
Alla fine degli anni novanta il borgo ha in parte cambiato volto a seguito della nascita del complesso residenziale Ecopolis, un aggregato urbano autonomo composto di 312 unità abitative.
Il villaggio residenziale Ecopolis si inserisce e si integra nel preesistente borgo La Martella incastonato nel paesaggio della valle posta tra il monte Igino da un versante, e l'altopiano delle Murge dall'altro, rivitalizzando il borgo antico e inserendo, contestualmente alla realizzazione del nuovo, interventi di riqualificazione tesi ad armonizzare al meglio il moderno insediamento con quello esistente.